# ديفيد مكغوان (لاعب كرة قدم)
ديفيد مكغوان (بالإنجليزية: David McGowan)‏ هو لاعب كرة قدم بريطاني في مركز الوسط، ولد في 17 فبراير 1988 في غلاسكو في المملكة المتحدة. لعب مع نادي اربوراث ونادي كلايد ونادي مونتروز لكرة القدم.

## وصلات خارجية
- ديفيد مكغوان (لاعب كرة قدم) على موقع قاعدة بيانات كرة القدم.إي يو (الإنجليزية)
- ديفيد مكغوان (لاعب كرة قدم) على موقع Soccerbase.com (لاعب) (الإنجليزية)